# Natalja Sokołowa (lekkoatletka)
Natalja Dmitrijewna Sokołowa z domu Kuliczkowa ros. Наталья Дмитриевна Соколова (Куличкова) (ur. 6 października 1949 w Moskwie) – rosyjska lekkoatletka startująca w barwach Związku Radzieckiego.
Specjalizowała się w biegu na 400 metrów. Wystąpiła na mistrzostwach Europy w 1974 w Rzymie, gdzie odpadła w półfinale na biegu 400 metrów, a w sztafecie 4 × 400 metrów wywalczyła wraz z koleżankami (Inta Kļimoviča, Ingrīda Barkāne, Nadieżda Iljina) brązowy medal.
Podobne osiągnięcia odnotowała na igrzyskach olimpijskich w 1976 w Montrealu, gdzie indywidualnie odpadła w półfinale biegu na 400 metrów, a w sztafecie 4 × 400 metrów zdobyła brązowy medal (prócz niej biegły Kļimoviča, Ludmyła Aksionowa i Iljina).
7 sierpnia 1976 w College Park podczas meczu lekkoatletycznego Stany Zjednoczone – Związek Radziecki ustanowiła rekord świata w sztafecie 4 × 440 jardów czasem 3:29,1 (sztafeta radziecka biegła w składzie: Swietłana Styrkina, Kļimoviča, Natalja Sokołowa i Iljina).
Sokołowa zajęła 4. miejsce w biegu na 400 metrów na halowych mistrzostwach Europy w 1977 w San Sebastián. Zdobyła srebrny medal w tej konkurencji na letniej uniwersjadzie w 1977 w Sofii. Zajęła 3. miejsce w sztafecie 4 × 400 metrów w zawodach pucharu świata w 1977 w Düsseldorfie.
Była mistrzynią ZSRR w sztafecie 4 × 400 metrów w 1973, 1974 i 1977, wicemistrzynią w biegu na 400 metrów w 1973 i 1977 oraz w sztafecie 4 × 400 metrów w 1972 i 1975, a także brązową medalistką w biegu na 400 metrów w 1976.
Pięciokrotnie poprawiała rekord ZSRR w sztafecie 4 × 400 metrów do wyni9ku 3:24,24, uzyskanego 31 lipca 1976 w Montrealu. Rekord życiowy Sokołowej w biegu na 400 metrów wynosił 51,43 s, ustanowiony 24 czerwca 1976 w Kijowie.